# Kungsfiskare
Kungsfiskare (Alcedo atthis) är en fågelart inom familjen kungsfiskare (Alcedinidae) som vanligtvis delas in i sju eller åtta underarter och har en palearktisk häckningsutbredning. I stora delar av sitt utbredningsområde är den en stannfågel, men flyttar om vintern från de områden där floder och åar fryser till.
Denna gråsparvstora fågelart har kungsfiskarnas typiska profil med kort stjärt, stort huvud och lång näbb. Den är blågrön på ovansidan och orange på undersidan. Den lever vid trädkantade åar och floder och ses ofta när den flyger lågt över vattnet i rak, snabb flykt samtidigt som den lockar. Trots sin färgstarka fjäderdräkt kan den vara svår att få syn på när den spanar efter fisk då den sitter helt stilla på en gren som sticker ut över vattnet. Den lever främst på fisk som den fångar genom att dyka lodrätt, och dess syn har anpassats för att den ska kunna se sitt byte under vatten. Den lägger sina högblanka vita ägg i ett bohål i slutet av en tunnel, som den gräver i en vertikal strandbrink.

## Taxonomi och utbredning
Kungsfiskare beskrevs första gången taxonomiskt på sidan 109 i Carl von Linnés verk Systema naturae från 1758 under det vetenskapliga namnet Gracula atthis. Typarten tillhör det nordafrikanska taxonet atthis och Linné placerade det i släktet Gracula, ett släkte som omfattar tropiska starar. Redan på sidan 115 beskriver Linné taxonet ispida som han istället placerar i det egna släktet Alcedo varför kungsfiskare senare flyttades till detta släkte. Släktets vetenskapliga namn härstammar från latinets alcedo, "kungsfiskare" från grekiskans alkuon (Ἁλκυόνη), se vidare Folktro och sägner.
Släktet Alcedo omfattar ett antal små, till största delen fiskätande kungsfiskare. Kungsfiskarens (A. atthis) närmsta släktingar utgörs av tre liknande blåryggade, och orangebröstade arter: menintingkungsfiskare (A. meninting), kragkungsfiskare (A. semitorquata) och herkuleskungsfiskare (A. hercules).

### Utbredning
Kungsfiskaren har ett stort utbredningsområde som sträcker sig över nästan hela den tempererade och tropiska delen av Eurasien. Den förekommer också i norra Afrika och i den sydostasiatiska övärlden så långt österut som till Papua Nya Guinea och Salomonöarna. Den är en vanlig häckfågel i merparten av sitt eurasiska utbredningsområde men med stora utbredningsluckor där lämpliga biotoper saknas. I Nordafrika förekommer den främst om vintern, men en mindre population häckar i kustområdena i Marocko och Tunisien.

### Flyttning
I områden där klimatet är milt året runt är den en stannfågel, men flyttar från häckningsområden som fryser vintertid. Merparten övervintrar i de södra delarna av utbredningsområdet, men ett antal korsar Medelhavet till Afrika eller flyttar över de malaysiska bergen in i Sydostasien. Kungsfiskare flyttar främst nattetid och vissa häckande individer i Sibirien flyttar mer än 3 000 km för att nå sina vinterkvarter.

### Underarter
Kungsfiskaren delas ofta upp i sju till åtta underarter: 
- nordeuropeisk kungsfiskare[8] A. a. ispida (Linné, 1758) – häckar i södra Skandinavien och på Irland, och söderut till centrala  Spanien, och österut till västra Ryssland, Belarus och västra Ukraina. Förekommer vintertid till södra Portugal och Irak.
- A. a. atthis inkl. pallasii (Reichenbach, 1851) – häckar från nordvästra Afrika, södra Italien och södra Balkan österut genom Ukraina och Turkiet till Afghanistan, Pakistan, Altajområdet i sydvästra Sibirien, och nordvästra Xinjiang. Förekommer vintertid så långt söderut som Egypten, nordöstra Sudan, Jemen, Oman och Pakistan.
- A. a. japonica (Bonaparte, 1854) (inkluderas ofta i bengalensis) – häckar i Sachalin, Japan och Taiwan.
- A. a. bengalensis (Gmelin, 1788) – häckar i Indien, Sydostasien och Kina till Amurland och Ussuriland, och sydost till Filippinerna, norra Moluckerna, Sumatra, Borneo, Java och norra Sulawesi. Förekommer vintertid så långt söderut som till Indonesien och Filippinerna.
- A. a. taprobana (Kleinschmidt, 1894) – stannfågel på Sri Lanka och i södra Indien.
- A. a. floresiana (Sharpe, 1892) – stannfågel på Små Sundaöarna, från Bali till Timor och Wetar.
- A. a. hispidoides (Lesson 1837) – stannfågel från södra Sulawesi via södra Moluckerna till södra Nya Guinea, och österut genom Bismarckarkipelagen till Bougainville.
- A. a. solomonensis (Rothschild & Hartert, 1905) – stannfågel på Salomonöarna så långt österut som till Makira.

### Förekomst i Sverige
I Sverige observerades arten första gången 1835 och den första konstaterade häckningen skedde 1872. Arten etablerade sig sedan under 1900-talet men den är en randpopulation. Kärnan i det svenska häckningsområdet finns i södra delarna av landet i Östergötland, Småland och Skåne men den återfinns även längre norrut, exempelvis i Västmanland. På vintern drar de sig undan is och snö och förekommer då oftare vid åmynningar och dylikt närmare kusten där isen inte lägger sig. Under kalla vintrar skattas beståndet hårt och kan vissa år tappa upp till 90–95% av individerna. Den svenska populationen bedöms som sårbar.

### Förekomst i Finland
Uppemot 40 revir noterades runtom i södra Finland år 2020. Fast de flesta kungsfiskare flyttar söderut till vintern, förekommer det att enstaka fåglar framgångsrikt övervintrar vid isfria åar och bäckar.

## Utseende, fältkännetecken och läte

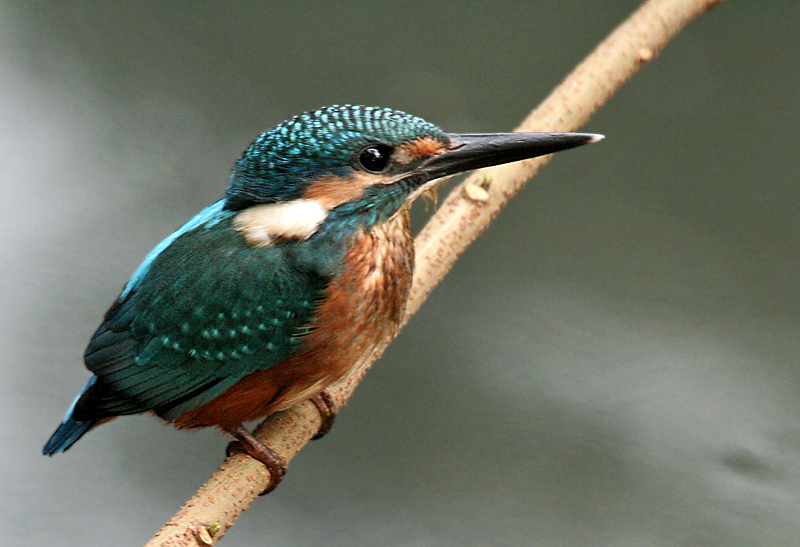
A. a. bengalensis i Kolkata.

Denna art har en typisk profil för en kungsfiskare med sin korta stjärt, kompakta kropp, små fötter, korta hals, stora huvud och oproportionerligt långa, raka och dolkformade näbb. Den har en kroppslängd på 17–19,5 cm varav näbben utgör omkring 4 cm, har ett vingspann på 24–26 cm och väger 34–46 g. Dess fjäderdräkt är färgstark och lysande, och skiftar i ton beroende på hur ljuset faller. Den adulta hanen av den västeuropeiska underarten A. a. ispida har grönblå hjässa, nacke, vingar och stjärtspets, klart ljusblå (skiftar från azur till kobolt) rygg och övergump. Undersidan och kindfläcken (örontäckarna) är varmt orangefärgade medan strupen och en fläck som sträcker sig bak mot nacken på halssidan är kritvit. Fötterna är röda och näbben helsvart.
Honan är identisk med hanen förutom att hennes undre näbbhalva under häckningstiden har en orangeröd bas. Juvenilen är lik de adulta men med en dovare fjäderdräkt, med en grönare ovansida och ljusare undersida. Dess näbb är helsvart och fötterna är gråtonade.
Den sitter upprätt, ofta mycket stilla när den spanar efter fisk vilken den fångar genom att lodrätt dyka i vattnet. Ibland ryttlar den.
Dess flykt är snabb, rak och sker ofta lågt över vattnet. Den slår de korta rundade vingarna så fort att det svirrar och det är då man bäst ser den ljusblå ryggen.

### Förväxlingsrisker med andra arter inom släktet

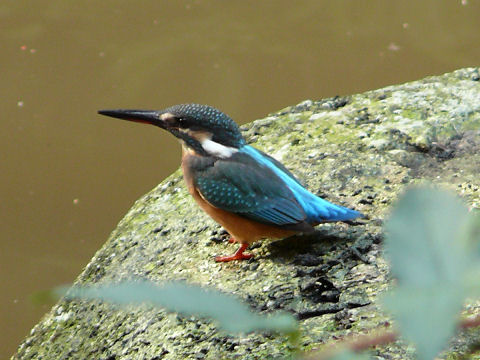
A. a. japonica (eller A. a. bengalensis) i Japan.

I Nordafrika, Europa och Asien norr om Himalaya är detta den enda blå kungsfiskaren. I södra och sydöstra Asien kan den förväxlas med inte mindre än sex andra små blå- och orangefärgade kungsfiskare, men dess orangefärgade örontäckare skiljer den från alla andra arter förutom den juvenila, närbesläktade menintingkungsfiskare (A. meninting), och i områden där båda arter förekommer kan de bara skiljas i fält genom mindre tydliga skillnader i huvudteckning.

### Läte
Huruvida kungsfiskaren sjunger eller inte är mycket omdiskuterat. Exempelvis skriver Svensson (1999) att dess sång sällan hörs och att den består av en enkel ramsa där locklätesliknande toner upprepas i en hackig och ojämn rytm, medan Fry, Fry & Harris (1999) menar att den inte alls har någon sång. Locklätet yttras ofta i flykten och består av ett kort, vasst visslande zii eller chee, och ibland zii-ti. Vid upphetsning upprepas lätet i kortare serier och de kan då också ha ett hårdare shrit-it-it. Ungarna lockar med ett vibrerande läte.
Läte från kungsfiskaren.

### Underarternas morfologiska variationer

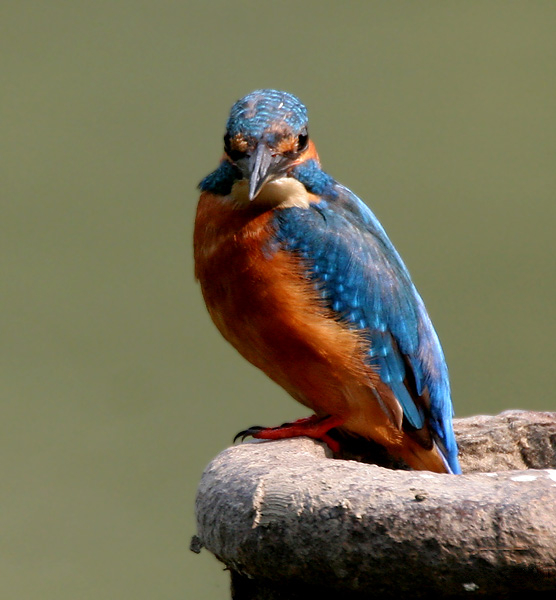
A. a. bengalensis i Kolkata.

Underarterna skiljer sig åt genom den blågröna tonen på ovansidan och på intensiteten på den orangefärgade undersidan, men även storleksmässigt och underarten varierar med upp till 10% mellan den största och minsta. Underarterna söder om Wallacelinjen har de kraftigaste blå ovansidorna och delvis blå örontäckare.
- A. a. atthis – i jämförelse med ispida har den grönare hjässa, ljusare undersida och är något större.
- A. a. bengalensis  – är mindre och ljusare är den västeuropeiska underarten.
- A. a. taprobana – dess ovansida är blåare och inte grönblå och den har samma storlek som bengalensis.
- A. a. floresiana – ser ut som taprobana, men det blåa är mörkare och örontäckarna är orangefärgade men med några blå fjädrar.
- A. a. hispidoides – fjäderdräkten är djupare färgad än hos floresiana, det blå på manteln och övergumpen har en lila nyans och örontäckarna är blå.
- A. a. solomonensis – den största av de sydostasiatiska underarterna. Den har blå örontäckare och har en mer lila nyans i det blåa än hispidoides, som den hybridiserar med.

## Ekologi

### Biotop
I tempererade områden bebor kungsfiskaren klara, långsamrinnande vattendrag som floder och åar, men även sjöar, där strandbrinken är väl bevuxen. Den befinner sig ofta i buskage med grenar som hänger över grunda vatten där den jagar. Vintertid uppträder oftare närmare kusterna där den födosöker vid flodmynningar, hamnar och klippiga kustremsor. Tropiska populationer återfinns vid långsamrinnande floder, åar i mangrovebiotoper och träsk.
Det två viktigaste förutsättningarna för kungsfiskaren vad gäller biotop är stillastående eller långsamt rinnande vatten vilket är förutsättningen för att fågeln ska ha god sikt då den dyker efter fisk, samt, för bobygge, vertikala, välbevuxna strandbrinkar, som stupar ganska brant ned mot vattnet. Brinken kan bestå av sand, mo, lera eller jord. Det förekommer att de placerar sitt bohål i sandtag eller andra vertikala jordmassor som inte ligger i direkt anslutning till vatten. Vid vattendrag där förutsättningar är optimala kan kungsfiskaren bo mycket tätt trots sitt territoriella beteende.
Kungsfiskaren är en god indikator på vattenkvalitet då de tätaste häckningspopulationerna återfinns i områden med klart vatten och med välbevuxna strandbrinkar, och denna typ av biotop har alltid mycket god vattenkvalitet.

### Häckning

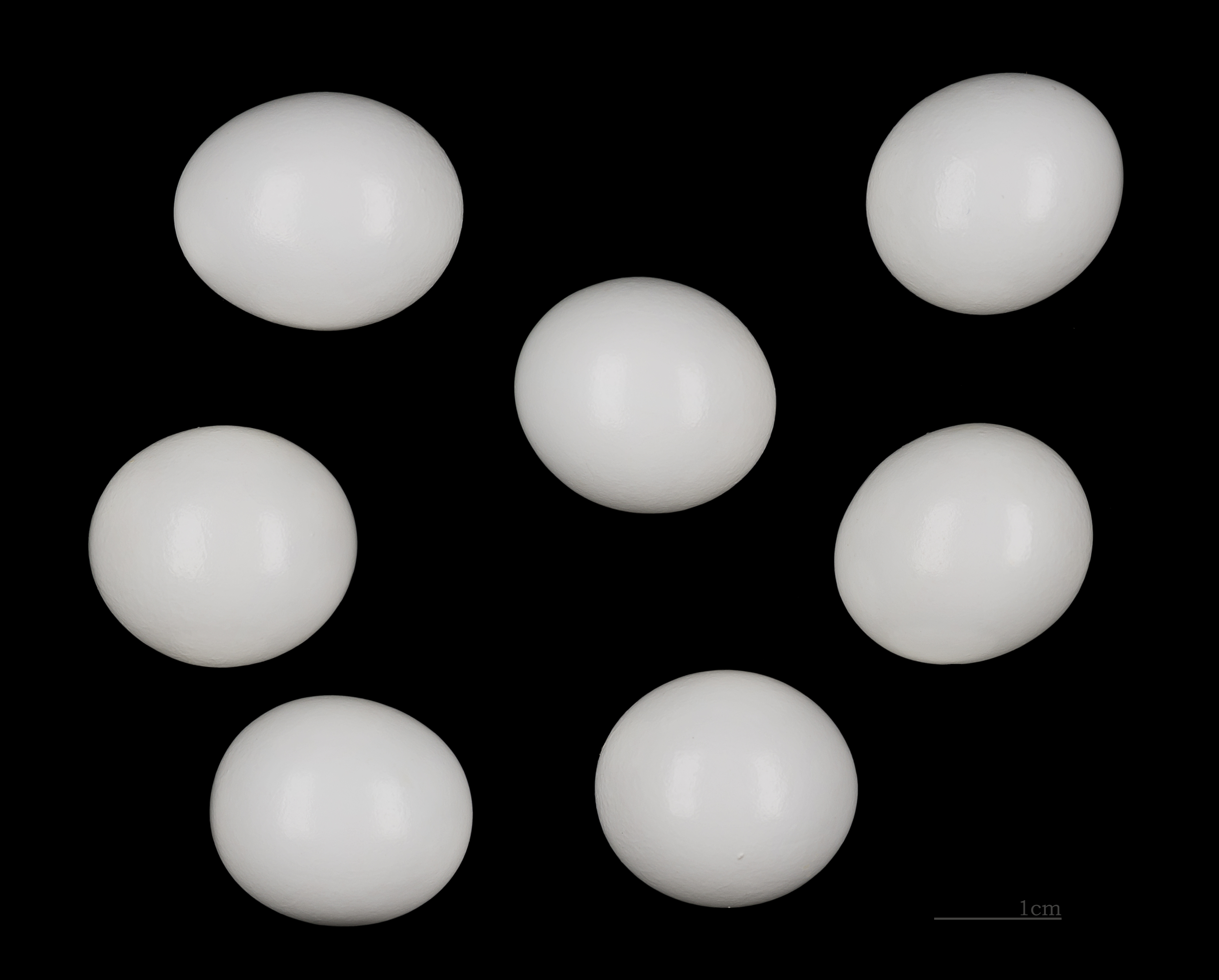
Ägg från kungsfiskare.

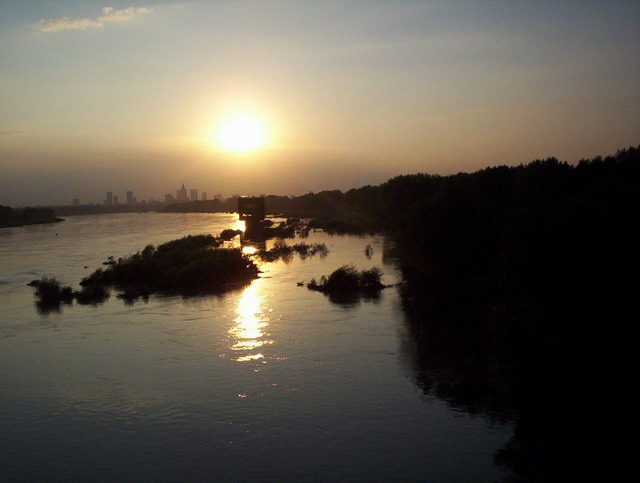
Sommaröversvämningar kan spoliera många häckningar.

Som alla kungsfiskare är den mycket territoriell. Den behöver äta en stor mängd fisk varje dag och därför är det viktigt att behålla kontrollen över en passande sträcka av ett vattendrag. De lever ensamma största delen av året. Om en annan individ dyker upp inom territoriet visar båda parter upp sig från sina sittpinnar och slagsmål kan förekomma då fåglarna försöker greppa varandras näbbar och hålla den under vattnet. De bildar par på hösten men båda individer behåller separata territorier som i snitt mäter minst 1 km, men kan mäta upp till 3,5 km och de delar inte territorium förrän till våren.
Uppvaktningen påbörjas med att hanen jagar honan samtidigt som han lockar. Sedan följer en rituell matning vilket ofta följs av parning.
Bohålan placeras i slutet av en tunnel som paret tillsammans gräver ut ur en vertikal sandbrink. Den raka, svagt uppåtsluttande tunneln är normalt 60–90 cm lång och avslutas med en bohåla. Bohålan fodras inte men fylls snart med sönderfallna fiskbenspybollar och mynningen med träck.
Kungsfiskaren lägger normalt mellan fem och sju högblanka vita ägg. I extremfall förekommer kullar med två till tio ägg. I genomsnitt mäter det nästan helt sfäriska äggen 1,9 cm gånger 2,2 cm, och väger cirka 4.3 g, där 50 % utgörs av skalet. En till två ägg i varje kull kläcks aldrig på grund av att den ruvande fågeln inte kan täcka dem alla med kroppen. Båda föräldrar ruvar i omgångar om dagen men bara honan på natten. Äggen kläcks efter 19 till 21 dagar, och de hjälplösa ungarna stannar i boet i ungefär 24–25 dagar, ofta längre. När de är stora nog drar sig ungarna mot utgången där föräldrarna lockar dem genom att mata dem vid öppningen. Efter att ungarna lämnat boet är de genast självständiga och sprider snabbt ut sig i omgivningen i jakt på egna territorier. Kungsfiskaren producerar två till tre kullar per år men det finns observationer av upp till fyra.

### Föda

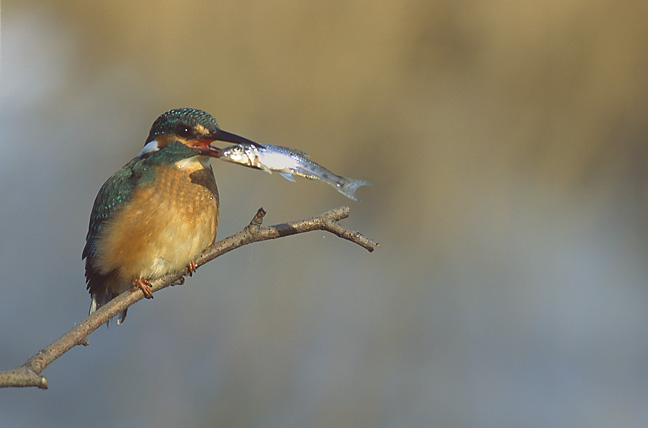
Kungsfiskare med byte.

Kungsfiskaren måste äta cirka 60% av sin kroppsvikt varje dag. Den absoluta huvudfödan utgörs av fisk som fångas genom störtdykning, antingen utifrån snabb flykt och ryttlande nära vattenytan eller från en sittplats på en gren som skjuter ut över vattnet. För detta fiske krävs stillastående eller långsamt rinnande vatten som inte är för djupt.

### Nativitet
Arten saknar mer eller mindre naturliga fiender. Markrovdjur som grävling, mink, råtta och räv plundrar ibland boet, och emellanåt faller fåglar offer för rovfåglar som duvhök. De första dagarna för en flygg kungsfiskare är riskfyllda. Vid sina första dyk, vilket den genomför ungefär fyra dagar efter att den lämnat boet så riskerar den att fjäderdräkten blir så vattenfylld att den drunknar. Det är bara ungefär hälften av de ungarna som överlever mer än två veckor efter att de blivit flygga. Merparten av kungsfiskarna dör av köld eller svält och en hård vinter decimerar populationen avsevärt. Översvämningar sommartid är ett annat hot som både kan leda till att bohålorna vattenfylls eller att de djupare vattnet försvårar fisket vilket leder till att kullen svälter. 25 procent av årsungarna överlever så att de själva kan häcka och på samma sätt är det bara 25 procent av de adulta individerna som överlever från en häckningssäsong till nästa. Den äldsta funna ringmärkta kungsfiskaren var 21 år.

## Kungsfiskaren och människan

### Status och hot
Kungsfiskarens globala utbredningsområde är mycket stort och världspopulationen är också mycket stor, mycket prelimiärt uppskattad till mellan 716 000 och 1 760 000 häckande individer. Den minskar i antal, dock inte så pass kraftigt att den kan anses vara hotad. IUCN kategoriserar den som livskraftig (LC). Dock finns det lokala populationer som har minskat kraftigt, främst på grund av habitatförluster. Bland annat är kungsfiskaren i Sverige upptagen på Röda listan som sårbar (VU).
Utöver habitatförluster finns det ett antal hot mot arten där människans påverkan på miljön spelar in. Sådana hot utgörs av katter, kollisioner med fordon och fönster, eller störningar under häckningen och eftersom de befinner sig högt upp i näringskedjan är de också mycket känsliga för miljögifter som ackumuleras i kroppen.
Kungsfiskaren var under den viktorianska eran mycket populär att stoppa upp och dess fjädrar användes för hattproduktion och denna jakt påverkade många populationer men den har idag det närmaste upphört.

### Symbol
Kungsfiskaren är Klippans kommunfågel. Kungsfiskaren förekommer som sköldmärke inom heraldiken.

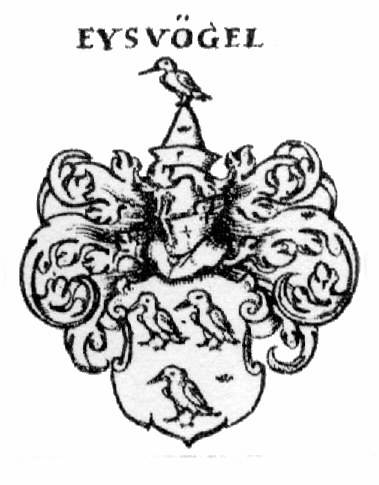
Släktvapen från den tyska patrizier-ätten Eisvogel från Nürnberg.
Kommunvapen för Seedorf, Lauenburg.
Kommunvapen för Rodenbek.
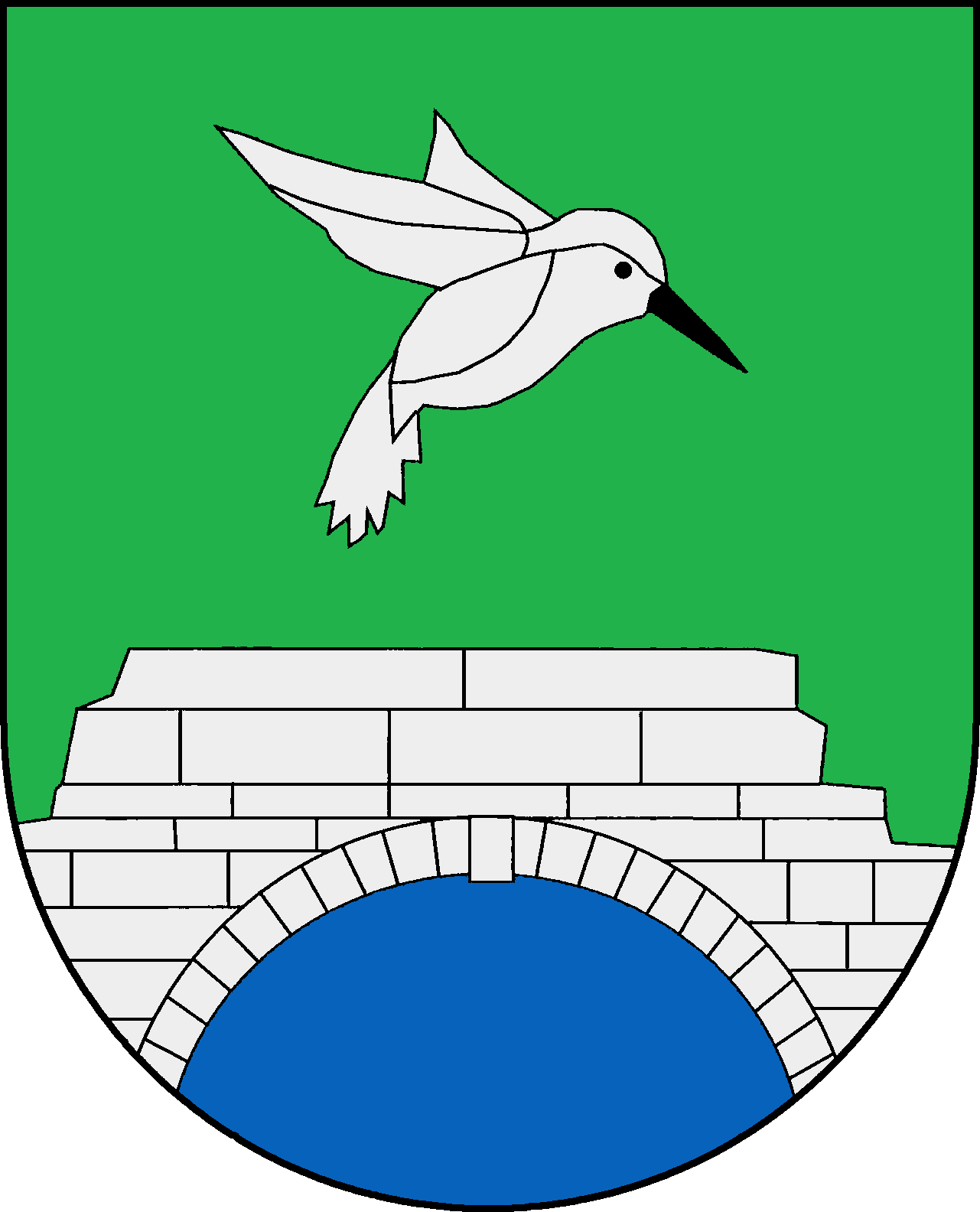
Kommunvapen för Reesdorf, Schleswig-Holstein.

### Namn

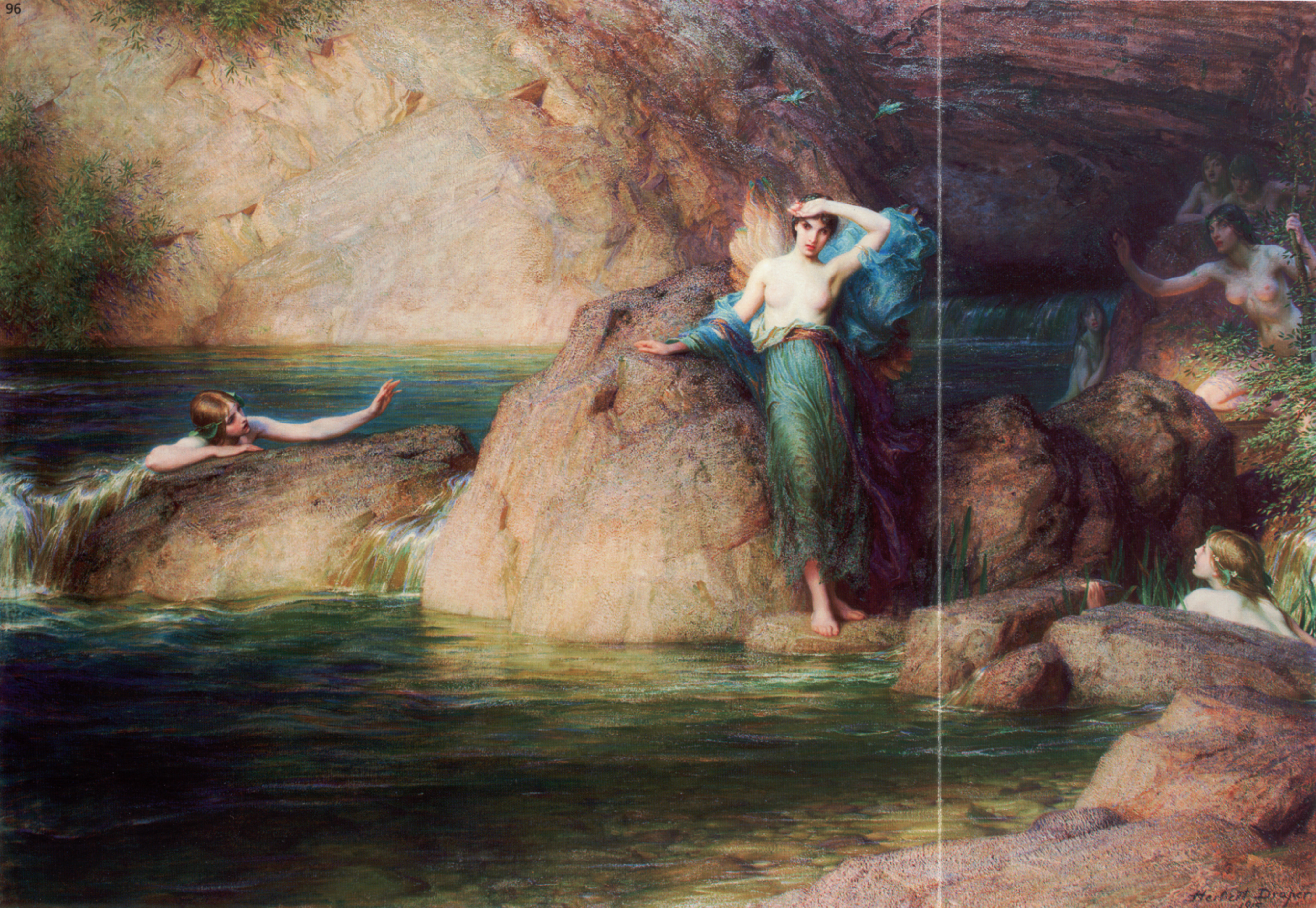
Målning från 1915 av Herbert James Draper föreställande Alkyone.

Kungsfiskaren kallades förr isfågel efter tyskans Eisvogel, men det tyska trivialnamnet syftar inte på is utan på "eisen", som betyder järn och refererar till fågelns stålblå färg. Det svenska trivialnamnet "kungsfiskare" är en översättning från engelskans "kingfisher" och började användas i Sverige under 1800-talet, exempelvis skriver F. A. Smitt i Brehms Foglarnas Lif 1896 att det är olämpligt att kalla den för isfogel. Malm argumenterar 1877 istället för att arten ska heta eisenfogel på svenska eftersom han anser att både isfogel och kungsfiskare är missvisande namn. På latin heter kungsfiskare halcyon efter den grekiska sägnen om den sköna Alkyone (se nedan). Halcyon är idag det vetenskapliga namnet på ett släkte av trädkungsfiskare medan den latiniserade formen alcedo är det vetenskapliga namnet för släktet som omfattar kungsfiskare.

### Folktro och sägner
Den grekiska sägnen om den sköna Alkyone (Ἁλκυόνη), dotter till Aiolos, förtäljer hur Alkyone liknade sig och sin make, konung Keyx av Tracien, vid Zeus och Hera och för detta straffades de och förvandlades till kungsfiskare. En annan version berättar istället hur Keyx drunknade under ett skeppsbrott och hur Alkyone då störtade sig i havet varpå hon förvandlades till en fågel lika vacker som hon.
Utifrån dessa sägner skapades bland annat uppfattningen att kungsfiskarhanen hade en vacker men sorglig sång som skulle vara en sorgesång över den döda honan. Olika utsagor om dess sorgliga sång förekom i olika bestiarier. Bland annat beskrevs denna sång av Conrad Gesner år 1669 och i avhandlingen De Halcyone från 1682 av närkingen Ericus Humbla står att det "är en sällsynt färgad, sorgligt sjungande fågel, som älskar hafvet och där vintertid utkläcker sina ungar." I avhandlingen försäkrar han också att fågel verkligen finns men att han själv aldrig har sett den.
I antiken trodde man också att kungsfiskarens bo flöt på havet. Plutarchos menade att det bestod av sammanvävda små fiskben, vilket även Plinius den äldre beskriver i sin Naturalis historia från 70 e.Kr. Plinius skriver också att så länge kungsfiskaren ruvar sina ägg är havet lugnt och att ruvningsperioden infaller sju dagar före, och sju dagar efter, vintersolståndet. Dessa dagar kallades därför mycket sällsynt för kungsfiskardagarna eller vanligare halkyons dagar, vilket kan översättas till sötebrödsdagar. Det syftar på en tid som i efterhand ses tillbaka på som idyllisk. Det kan även referera till lugna fredliga dagar.

## Galleri

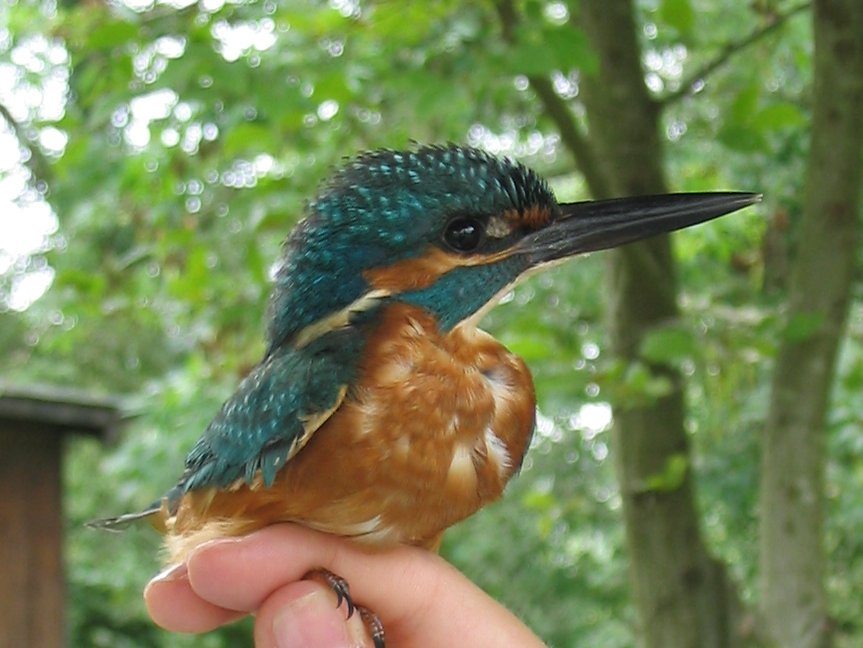
Nominatformen A. a. atthis fotograferad i Italien.
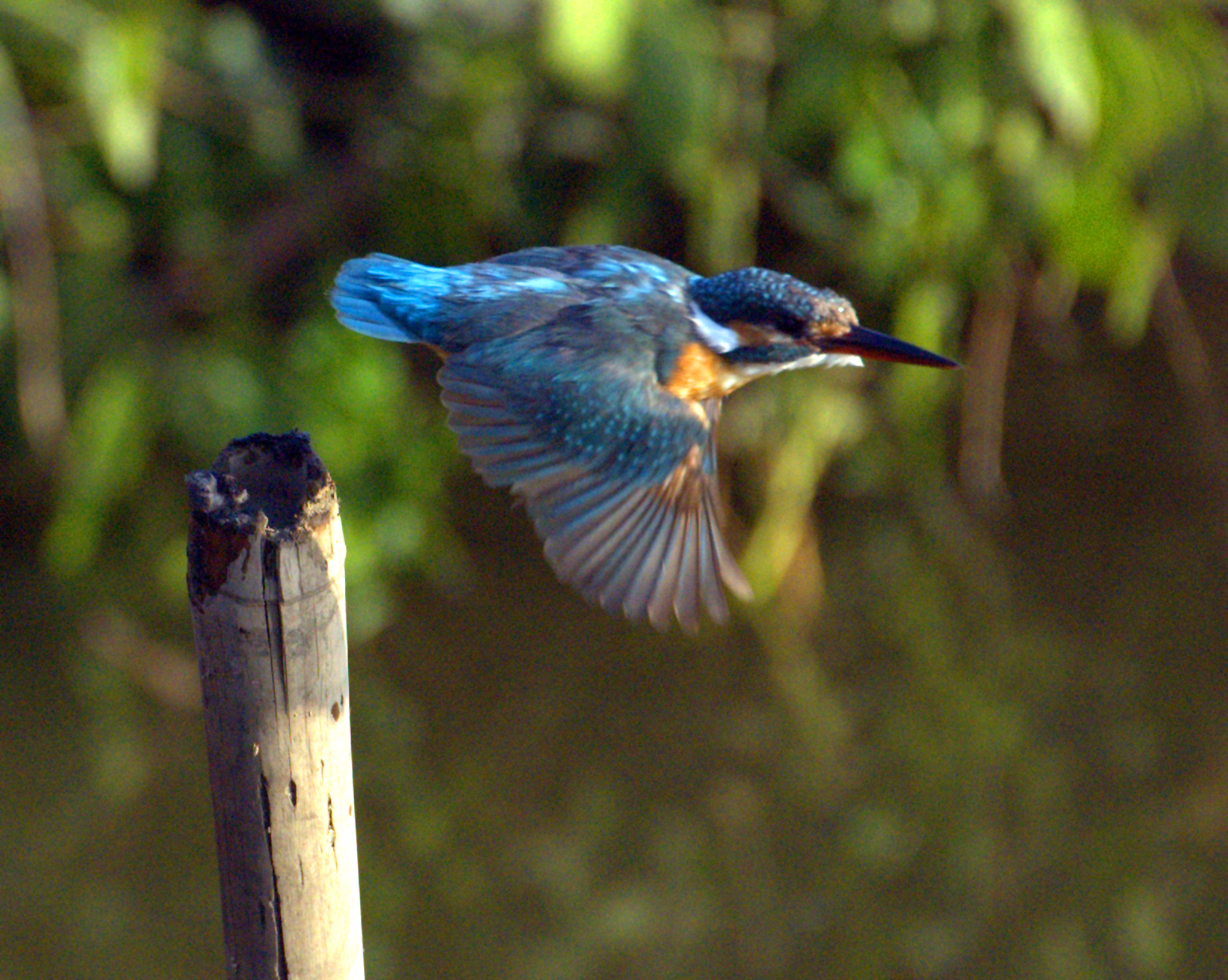
Kungsfiskare i flykten.
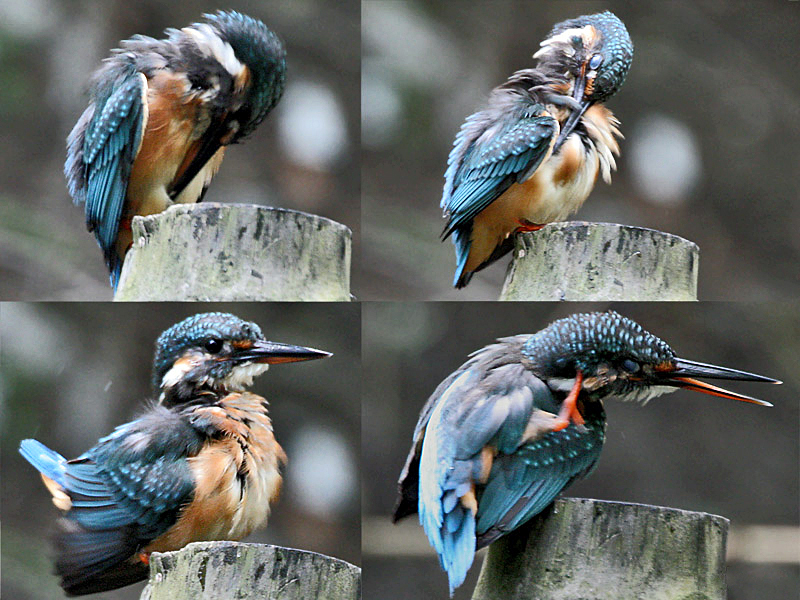
Hålhäckande arter tillbringar ofta mycket tid med att bada och putsa sig.
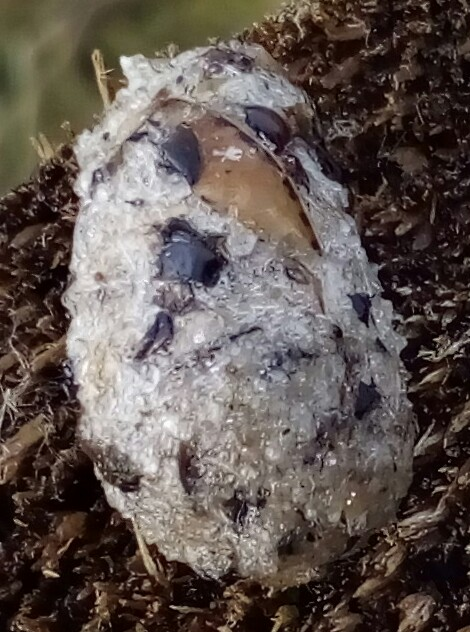
Fågelspillning.
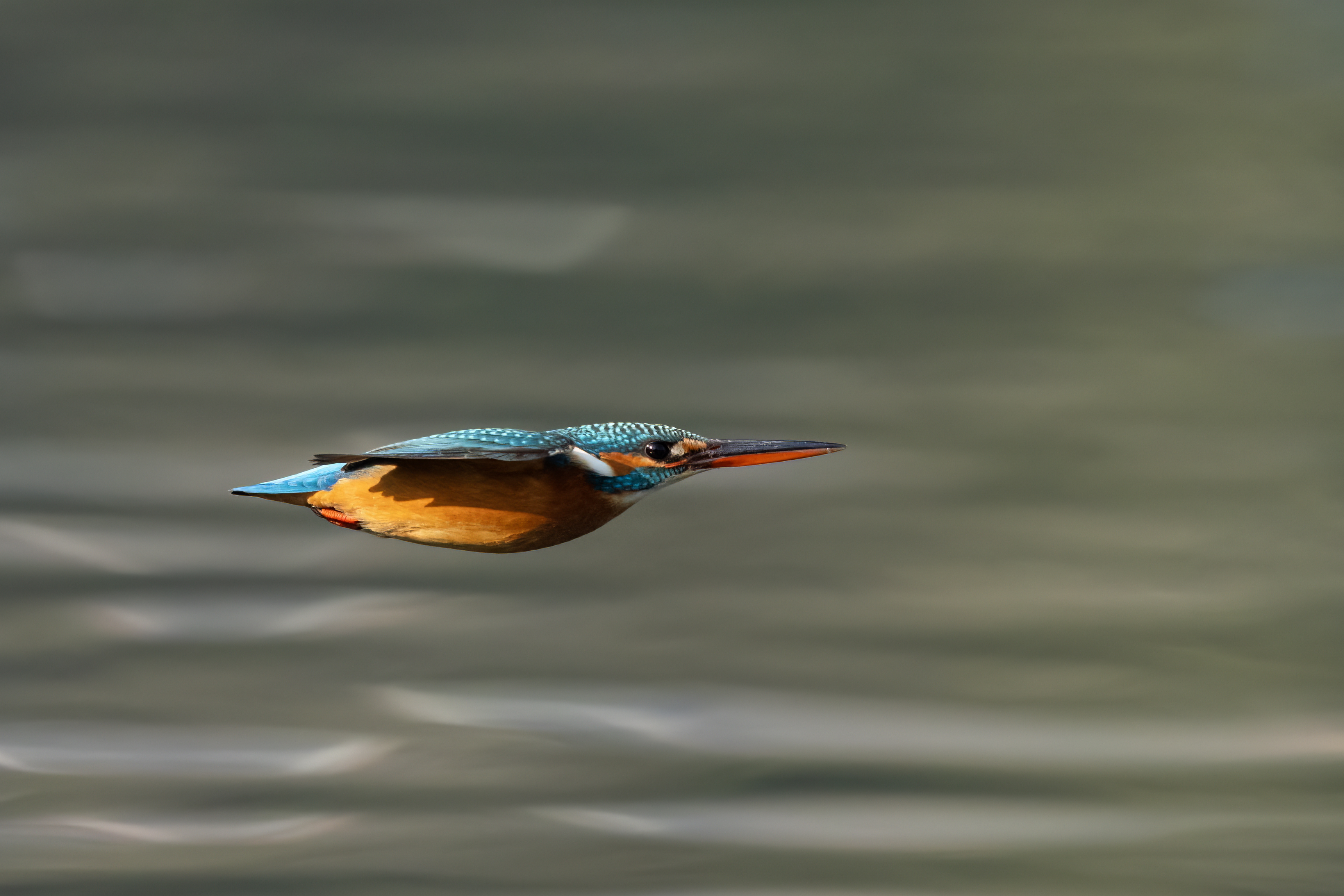
Kungsfiskare på flykt över sjövatten, i Nepal.